# Smiřice
Smiřice (Duits: Smirschitz) is een Tsjechische stad in de regio Hradec Králové, en maakt deel uit van het district Hradec Králové.
Smiřice telt 3104 inwoners (2006).
Het stadje heeft een eigen spoorwegstation, station Smiřice, aan lijn 031 tussen Hradec Králové en Jaroměř.

## Geschiedenis

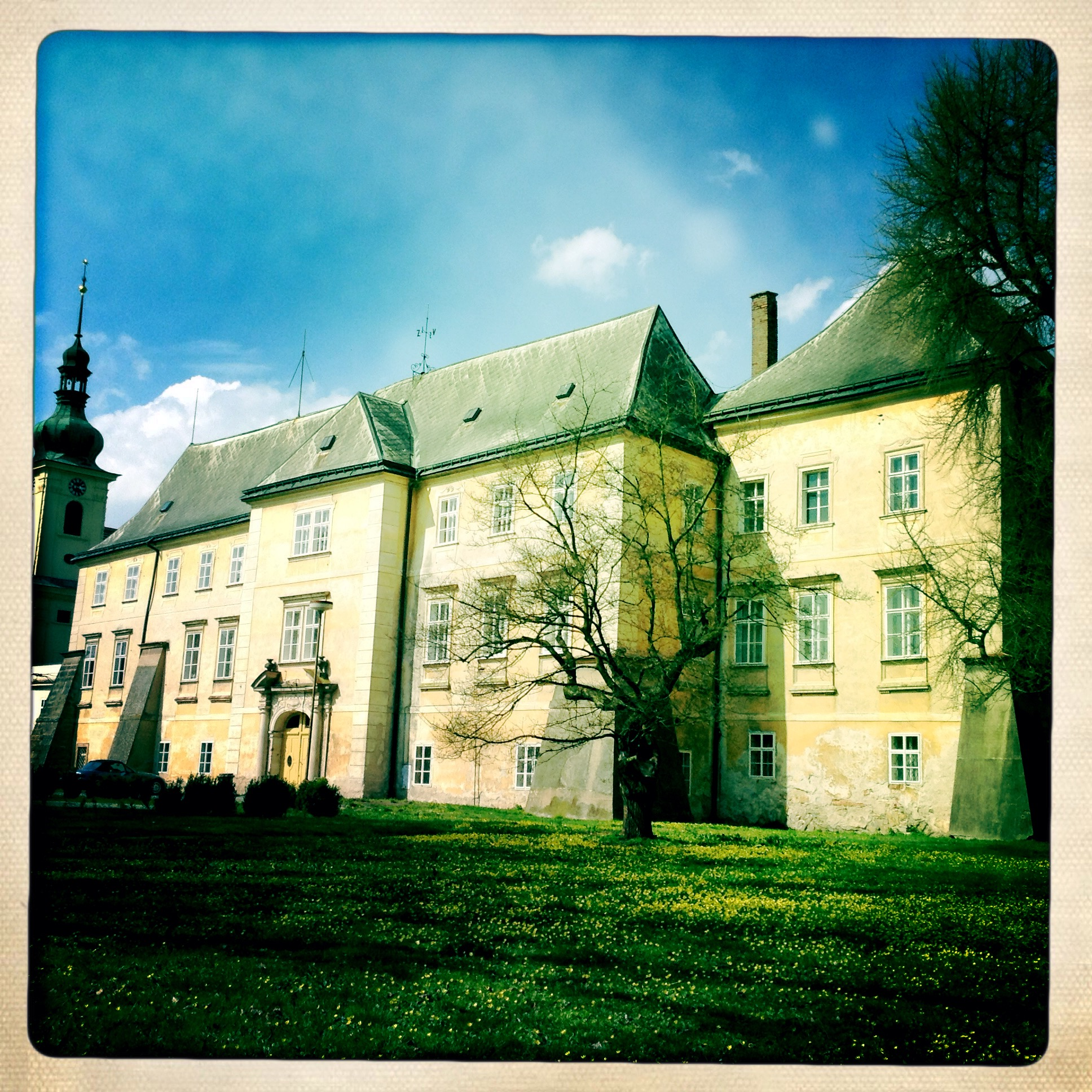
Kasteel van Smirice 2015

Kasteel Smiřice werd opgericht aan de rivier de Elbe, die op het moment van de bouw van de vestiging bestond uit drie grote zijrivieren. Omringd door twee zijtakken was er een middeleeuwse vesting, voor het eerst vernoemd in 1392. In de 15e eeuw werd de waterburcht omgebouwd tot kasteel. De nabij gelegen nederzetting Smiřice kreeg in 1659 stadsrechten.
Het geslacht Smiřický von Smiřice is verbonden met de geschiedenis van de stad. Het eerste bewijs komt uit 1405, toen Václav Smiřický van Smiřice het dorp Smiřice kocht en ook het naburige Čibuz. De Smiřický noemden zich naar het oord Smiřice, dat van 1406-1449 in hun bezit was. Jan Smiřický was een hussietenleider en de kapitein van de Bunzlauer-cirkel. In zijn laatste jaren was hij een fervent katholiek. Daarom werd hij in 1453 in Praag beschuldigd van verraad en ter dood veroordeeld. Op 6 september 1453 werd Jan Smiřický van Smiřice onthoofd. Na zijn dood erfden zijn neven, de broers Jan en Hynek Smiřický het slot. Nadat Jan en ook Hynek zonder nakomelingen stierven in 1476 kwam het slot in handen van verschillende eigenaars.
In 1498 verwerft Nicolaas II Trčka van Lípa († 1516) Smiřice. Hij behoorde tot de meest vooraanstaande adellijke families van Bohemen. Aan het eind van de 16e en het begin van de 17e eeuw waren grote delen van Oost- en Midden-Bohemen in hun bezit.
Als in 1634, Adam Erdmann Graaf Trčka samen met zijn zwager Albrecht van Wallenstein in Eger worden vermoord erfde Adams vader Jan Rudolf Trčka van Lípa het eigendom. Jan Rudolf Trčka van Lípa stierf op 29 september 1634 in Havlíčkŭv Brod. Waarschijnlijk is hij zoals hij in zijn testament heeft gevraagd begraven naast zijn overleden vrouw in de kerk van Světlá. Slechts een jaar na zijn dood wordt een proces tegen hem en zijn overleden vrouw uitgevoerd. Dat leidde ertoe dat al hun bezittingen werden geconfisqueerd door keizer Ferdinand II.
In 1636 verwierf Matthias Gallas de heerlijkheid van Smiřice met de stad en het kasteel Smiřice waaronder ook de goederen Žiželeves, Rodov, Hořiněves en Sadová alsook de bijbehorende 40 dorpen. Na zijn dood erven zijn vier zonen de bezittingen. In 1661 laat Anton Pankratius Gallas het kasteel verbouwen in renaissancestijl.
Op 1 oktober 1685 verkocht Gallas de heerlijkheid aan Isabella Magdalena van Sternberg. Leden van de adellijke familie van Sternberg waren sinds de 13e eeuw in belangrijke koninklijke ambten betrokken. Zij hebben de culturele ontwikkeling van Bohemen mee vorm gegeven en traden op als mecenassen en opdrachtgevers voor geleerden en kunstenaars. Door het huwelijk in 1747 tussen het prinselijk paar Maria Theresia von Sternberg met Johann Leopold von Paar kwam het kasteel in hun handen. Na haar dood in 1761 nam haar zoon Johann Wenzel Fürst von Paar het kasteel in zijn bezit.
Von Paar verkocht het in 1780 aan Keizer Jozef II voor 500.000 gulden. Na zijn kroning als keizer werd begonnen met de bouw van nieuwe vestingwerken voor de verdediging van de noordgrens van het rijk. De verdediging van Moravië werd toevertrouwd aan Olomouc, dat werd versterkt door krachtige forten. Toen het werk voltooid was, begon de versterking van Hradec Králové tussen 1766-88. Keizer Jozef II volgde persoonlijk het bouwen van de kazernestad Josefov op in het gebied rond Plesy, vlak bij de stad Jaroměř. In deze periode verbleef de keizer op kasteel Smiřice.
In 1863 kocht de Johann von Liebig uit Reichenberg het domein voor 2.505.000 gulden. Geboren op 7 juni 1802 in Braunau en gestorven in Smirice op 16 juli 1870, vanaf 1867 in de adelstand verheven Johann baron von Liebig, was een Boheemse textielfabrikant en industrieel. De in 1867 door keizer Frans Jozef toegekende orde van de IJzeren Kroon was gekoppeld aan de erfelijke titel van het baronschap. Als motto op zijn wapenschild koos hij „Per laborem ad honorem“.
Met de oprichting van Tsjecho-Slowakije werd het kasteel in 1918 bij een landhervorming onteigend en tot staatseigendom verklaard. Tot 1950 deed het kasteel dienst als landbouwschool, daarna was het de zetel van het directoraat van staatsboerderijen en daarna de industriële pool Praag. Toen werd de stad Smiřice de eigenaar van het kasteel die het verkocht aan een particuliere eigenaar die sinds 2013 het kasteel renoveert.
Babice ·
Barchov ·
Běleč nad Orlicí ·
Benátky ·
Blešno ·
Boharyně ·
Černilov ·
Černožice ·
Čistěves ·
Divec ·
Dobřenice ·
Dohalice ·
Dolní Přím ·
Habřina ·
Hlušice ·
Hněvčeves ·
Holohlavy ·
Hořiněves ·
Hradec Králové ·
Hrádek ·
Humburky ·
Hvozdnice ·
Chlumec nad Cidlinou ·
Chudeřice ·
Jeníkovice ·
Jílovice ·
Káranice ·
Klamoš ·
Kobylice ·
Kosice ·
Kosičky ·
Králíky ·
Kratonohy ·
Kunčice ·
Ledce ·
Lejšovka ·
Lhota pod Libčany ·
Libčany ·
Libníkovice ·
Librantice ·
Libřice ·
Lišice ·
Lodín ·
Lochenice ·
Lovčice ·
Lužany ·
Lužec nad Cidlinou ·
Máslojedy ·
Měník ·
Mlékosrby ·
Mokrovousy ·
Myštěves ·
Mžany ·
Neděliště ·
Nechanice ·
Nepolisy ·
Nové Město ·
Nový Bydžov ·
Obědovice ·
Ohnišťany ·
Olešnice ·
Osice ·
Osičky ·
Petrovice ·
Písek ·
Prasek ·
Praskačka ·
Předměřice nad Labem ·
Převýšov ·
Pšánky ·
Puchlovice ·
Račice nad Trotinou ·
Radíkovice ·
Radostov ·
Roudnice ·
Sadová ·
Sendražice ·
Skalice ·
Skřivany ·
Sloupno ·
Smidary ·
Smiřice ·
Smržov ·
Sovětice ·
Stará Voda ·
Starý Bydžov ·
Stěžery ·
Stračov ·
Střezetice ·
Světí ·
Syrovátka ·
Šaplava ·
Těchlovice ·
Třebechovice pod Orebem ·
Třesovice ·
Urbanice ·
Vinary ·
Vrchovnice ·
Všestary ·
Výrava ·
Vysoká nad Labem ·
Vysoký Újezd ·
Zachrašťany ·
Zdechovice